# Port lotniczy Fairbanks
Port lotniczy Fairbanks (IATA: FAI, ICAO: PAFA) – międzynarodowy port lotniczy położony 5 km na południowy zachód od centrum Fairbanks, w stanie Alaska, w Stanach Zjednoczonych.